# Miremont (Puy-de-Dôme)
Miremont település Franciaországban, Puy-de-Dôme megyében. Lakosainak száma 295 fő (2022. január 1.). Miremont Les Ancizes-Comps, Charensat, La Goutelle, Landogne, Pontaumur, Saint-Jacques-d’Ambur, Saint-Priest-des-Champs és Villosanges községekkel határos.

## Népesség
A település népességének változása:
| Lakosok száma | 314  | 302  | 309  | 298  | 296  | 294  | 292  | 291  | 295  |
|               | 2013 | 2015 | 2016 | 2017 | 2018 | 2019 | 2020 | 2021 | 2022 |